# ویلپ
ویلپ (به هلندی: Wilp) یک منطقهٔ مسکونی در هلند است که در فورست (هلند) واقع شده‌است. ویلپ ۱٬۷۰۰ نفر جمعیت دارد.